# Betina O'Connell
Pour les articles homonymes, voir O'Connell.
Betina O'Connell, née le 17 mars 1976 à Buenos Aires en Argentine, est une actrice argentine de théâtre et télévision. Elle acquit une renommée après sa performance dans l'émission pour jeunes adultes Montaña rusa. Elle joue aussi le rôle de Irene dans la série Somos familia et dans la série Kally's Mashup, la voix de la pop

## Télévision
| Année     | Titre                 | Canal               | Personnage                    |
| --------- | --------------------- | ------------------- | ----------------------------- |
| 1994-1995 | Montaña rusa          | El Trece            | Paula                         |
| 1996      | The angels do not cry | Canal 9 (Argentine) | Belén Linares                 |
| 1997      | Ricos y Famosos       | Canal 9 (Argentine) | Trinidad 'Trini' Echeverri    |
| 1998-1998 | As vos & I            | El Trece            | Mariana Of Alvear             |
| 2000      | The doctors of today  | El Trece            | Martina                       |
| 2001      | PH                    | Blue TV             | -                             |
| 2001      | Final time            | Telefe              | Ep:Ep: Le théâtre d'opération |
| 2002      | Kachorra              | Telefe              | Mercedes "Fuse" Vert          |
| 2002      | Infidel               | Telefe              | -                             |
| 2003      | Sleeping with my boss | El Trece            | Marina                        |
| 2004      | Culpable de este Amor | Telefe              | Gimena Soldati                |
| 2005      | Conflicts in network  | Telefe              | -                             |
| 2006-2009 | My Drinks             | Utilísima           | Conductive                    |
| 2009      | Inheritance of love   | Telefe              | Loredana Vitti                |
| 2011      | 3 Wishes              | Utilísima           | Conductive                    |
| 2014      | Somos familia         | Telefe              | Irene Lick                    |